# 들꽃영화상
들꽃영화상은 대한민국의 독립 및 저예산 영화의 업적을 기리기 위한 시상식이다. 미국인 영화평론가 달시 파켓이 제정한 한국 독립영화상으로 2014년 4월 1일 제1회 시상식이 열렸다. 2014년 처음 개최되었으며, 매년 봄에 열린다. 주요한 목표는 주류 영화산업 밖에서 뛰어난 작품들을 만들고 있는 많은 영화인을 조명하는 것이다. '들꽃영화상'이라는 이름은 혹독한 환경에서 뿌리내리고 번성하는 들꽃처럼, 독립 영화의 창조적 풍요로움과 다양성을 상징한다.

## 역대 주요 부문 수상작(자)

### 1회 (2014년)
| 부문                 | 수상자 | 작품                         |
| -------------------- | ------ | ---------------------------- |
| 최우수작품상         | 오멸   | 《지슬: 끝나지 않은 세월 2》 |
| 극영화감독상         | 연상호 | 《사이비》                   |
| 최우수다큐멘터리상   | 장률   | 《풍경》                     |
| 다큐멘터리심사위원상 | 정재은 | 《말하는 건축 시티:홀》      |
| 여우주연상           | 정은채 | 《누구의 딸도 아닌 해원》    |
| 남우주연상           | 남연우 | 《가시꽃》                   |
| 신인감독상           | 이돈구 | 《가시꽃》                   |
| 촬영상               | 양정훈 | 《지슬: 끝나지 않은 세월 2》 |
| 신인배우상           | 이준   | 《배우는 배우다》            |

### 2회 (2015년)
| 부문             | 수상자                     | 작품             |
| ---------------- | -------------------------- | ---------------- |
| 대상             | 이수진                     | 《한공주》       |
| 극영화감독상     | 홍상수                     | 《자유의 언덕》  |
| 다큐멘터리감독상 | 박찬경                     | 《만신》         |
| 여우주연상       | 천우희                     | 《한공주》       |
| 남우주연상       | 안재홍                     | 《족구왕》       |
| 신인감독상       | 이용승                     | 《10분》         |
| 시나리오상       | 정주리                     | 《도희야》       |
| 신인여우상       | 김수안                     | 《신촌좀비만화》 |
| 신인남우상       | 최우식                     | 《거인》         |
| 촬영상           | 박경근, 김정현             | 《철의 꿈》      |
| 공로상           | 정상진 (주)엣나잇필름 대표 |                  |
| 심사위원특별상   | 신민아                     | 《경주》         |

### 3회 (2016년)
| 부문                  | 수상자          | 작품                       |
| --------------------- | --------------- | -------------------------- |
| 대상                  | 박정범          | 《산다》                   |
| 극영화 감독상         | 신수원          | 《마돈나》                 |
| 다큐멘터리 감독상     | 이일하          | 《울보 권투부》            |
| 여우주연상            | 이정현          | 《성실한 나라의 앨리스》   |
| 남우주연상            | 정재영          | 《지금은맞고그때는틀리다》 |
| 조연상                | 길해연          | 《인 허 플레이스》         |
| 시나리오상            | 신연식          | 《조류인간》               |
| 촬영상                | 후지이 마사유키 | 《한여름의 판타지아》      |
| 극영화 신인감독상     | 홍석재          | 《소셜포비아》             |
| 다큐멘터리 신인감독상 | 구자환          | 《레드 툼》                |
| 신인배우상            | 권소현          | 《마돈나》                 |
| 심사위원 특별언급상   | 장희선          | 《마이 페어 웨딩》         |
| 특별상                |                 | 《무서운 집》              |
| 공로상                | 고 이성규 감독  |                            |

### 4회 (2017년)
| 부문                  | 수상자       | 작품                 |
| --------------------- | ------------ | -------------------- |
| 대상                  | 윤가은       | 《우리들》           |
| 극영화 감독상         | 김수현       | 《우리 손자 베스트》 |
| 다큐멘터리 감독상     | 김정근       | 《그림자들의 섬》    |
| 여우주연상            | 정하담       | 《스틸 플라워》      |
| 남우주연상            | 박종환       | 《양치기들》         |
| 조연상                | 최무성       | 《설행 눈길을 걷다》 |
| 시나리오상            | 김진황       | 《양치기들》         |
| 촬영상                | 김병정       | 《혼자》             |
| 극영화 신인감독상     | 김대환       | 《철원기행》         |
| 다큐멘터리 신인감독상 | 이동하       | 《위켄즈》           |
| 신인배우상            | 이상희       | 《연애담》           |
| 특별상                | 광화문시네마 |                      |
| 공로상                | 전무송       |                      |

### 5회 (2018년)
| 부문                  | 수상자               | 작품                               |
| --------------------- | -------------------- | ---------------------------------- |
| 대상                  | 정윤석               | 《밤섬해적단 서울불바다》          |
| 극영화 감독상         | 홍상수               | 《그 후》                          |
| 다큐멘터리 감독상     | 문창용, 전진         | 《다시 태어나도 우리》             |
| 여우주연상            | 이민지               | 《꿈의 제인》                      |
| 남우주연상            | 기주봉               | 《메리 크리스마스 미스터 모》      |
| 조연상                | 김선영               | 《소통과 거짓말》,《해피뻐스데이》 |
| 시나리오상            | 조현훈, 김소미       | 《꿈의 제인》                      |
| 촬영상                | 조영직               | 《꿈의 제인》                      |
| 프로듀서상            | 안보영               | 《재꽃》                           |
| 음악상                | 플래시 플러드 달링스 | 《꿈의 제인》                      |
| 극영화 신인감독상     | 임대형               | 《메리 크리스마스 미스터 모》      |
| 다큐멘터리 신인감독상 | 김영조               | 《그럼에도 불구하고》              |
| 신인배우상            | 오승훈               | 《메소드》                         |
| 공로상                | 부산독립영화협회     |                                    |

### 6회 (2019년)
제6회 들꽃영화상은 2019년 4월 12일  ‘문학의 집-서울’에서 열릴 예정이다. 영예의 대상은 ‘극영화 감독상’과 ‘다큐멘터리 감독상’ 후보 중에서 수상자가 결정된다.
| 부문                        | 수상자                | 작품                 |
| --------------------------- | --------------------- | -------------------- |
| 대상                        | 김일란, 이혁상        | 《공동정범》         |
| 극영화 감독상               | 전고운                | 《소공녀》           |
| 다큐멘터리 감독상           | 정성일                | 《천당의 밤과 안개》 |
| 여우주연상                  | 이솜                  | 《소공녀》           |
| 남우주연상                  | 성유빈                | 《살아남은 아이》    |
| 조연상                      | 김새벽                | 《풀잎들》           |
| 시나리오상                  | 신동석                | 《살아남은 아이》    |
| 촬영상                      | 김종선                | 《뷰티풀 데이즈》    |
| 음악상                      | 정채웅                | 《눈꺼풀》           |
| 신인감독상                  | 김의석                | 《죄 많은 소녀》     |
| 신인배우상                  | 이재인                | 《어른도감》         |
| 주목할 만한 다큐상-민들레상 | 김보람                | 《피의 연대기》      |
| 공로상                      | (주)인디스토리 곽용수 |                      |

### 7회 (2020년)
제7회 들꽃영화상 시상식은 2020년 5월 22일 문학의 집에서 열렸다.
| 부문              | 수상자             | 작품                               |
| ----------------- | ------------------ | ---------------------------------- |
| 대상              | 강상우             | 《김군》                           |
| 극영화 감독상     | 이옥섭             | 《메기》                           |
| 다큐멘터리 감독상 | 강유가람           | 《이태원》                         |
| 민들레상          | 김소영             | 《굿바이 마이 러브 NK: 붉은 청춘》 |
| 신인감독상        | 조민재             | 《작은 빛》                        |
| 남우주연상        | 엄태구             | 《판소리 복서》                    |
| 여우주연상        | 박지후             | 《벌새》                           |
| 시나리오상        | 김중현             | 《이월》                           |
| 음악상            | 장영규             | 《판소리 복서》                    |
| 촬영상            | 강국현             | 《벌새》                           |
| 신인배우상        | 조민경             | 《이월》                           |
| 조연상            | 이주원             | 《이월》                           |
| 공로상            | 전국예술영화관협회 |                                    |
| 프로듀서상        | 박두희             | 《윤희에게》                       |
| 심사위원 특별상   | 송원근             | 《김복동》                         |

### 8회 (2021년)
제8회 들꽃영화상 시상식은 2021년 5월 21일 문학의 집에서 열렸다.
| 부문              | 수상자          | 작품                          |
| ----------------- | --------------- | ----------------------------- |
| 대상              | 김초희          | 《찬실이는 복도 많지》        |
| 극영화 감독상     | 윤단비          | 《남매의 여름밤》             |
| 다큐멘터리 감독상 | 김미례          | 《동아시아반일무장전선》      |
| 저예산 장르영화상 | 이돈구          | 《팡파레》                    |
| 민들레상          | 박윤진          | 《내언니전지현과 나》         |
| 남우주연상        | 곽민규          | 《파도를 걷는 소년》          |
| 여우주연상        | 김호정          | 《프랑스여자》                |
| 조연상            | 이한위          | 《국도극장》                  |
| 신인배우상        | 강말금          | 《찬실이는 복도 많지》        |
| 신인감독상        | 정진영          | 《사라진 시간》               |
| 시나리오상        | 이태겸, 김자언  | 《나는 나를 해고하지 않는다》 |
| 촬영상            | 박정훈          | 《프랑스여자》                |
| 스태프상          | 정태오, 황인규  | 《카오산 탱고》               |
| 프로듀서상        | 홍이연정        | 《잔칫날》                    |
| 공로상            | 표영수 음향감독 |                               |

### 9회 (2022년)
제9회 들꽃영화상 시상식은 2022년 5월 27일 문학의 집에서 열렸다.
| 부문              | 수상자         | 작품                |
| ----------------- | -------------- | ------------------- |
| 대상              | 김정영, 이혁래 | 《미싱타는 여자들》 |
| 극영화 감독상     | 이란희         | 《휴가》            |
| 다큐멘터리 감독상 | 이승준         | 《그림자꽃》        |
| 저예산 장르영화상 | 김혜미         | 《클라이밍》        |
| 민들레상          | 변규리         | 《너에게 가는 길》  |
| 남우주연상        | 김태훈         | 《좋은 사람》       |
| 여우주연상        | 정애화         | 《갈매기》          |
| 조연상            | 김재화         | 《액션히어로》      |
| 신인배우상        | 기도영         | 《정말 먼 곳》      |
| 신인감독상        | 김미조         | 《갈매기》          |
| 시나리오상        | -              | -                   |
| 촬영상            | 김보람         | 《밤빛》            |
| 스태프상          | 박용기         | 《최선의 삶》       |
| 프로듀서상        | 모성진         | 《파이터》          |
| 공로상            | 강기명         |                     |

### 10회 (2023년)
제10회 들꽃영화상 시상식은 2023년 5월 27일 은덕문화원에서 열렸다.
| 부문              | 수상자                | 작품                               |
| ----------------- | --------------------- | ---------------------------------- |
| 대상              | 양영희                | 《수프와 이데올로기》              |
| 극영화 감독상     | 최익환                | 《나를 죽여줘》                    |
| 다큐멘터리 감독상 | 김오안, 브리짓 부이오 | 《물방울을 그리는 남자》           |
| 저예산 장르영화상 | 박강                  | 《세이레》                         |
| 민들레상          | 이일하                | 《모어》                           |
| 남우주연상        | 이중옥                | 《파로호》                         |
| 여우주연상        | 양말복                | 《같은 속옷을 입는 두 여자》       |
| 조연상            | 이주실                | 《오마주》                         |
| 신인배우상        | 김혜윤                | 《불도저에 탄 소녀》               |
| 신인감독상        | 박재범                | 《엄마의 땅 : 그리샤와 숲의 주인》 |
| 각본상            | 정주리                | 《다음 소희》                      |
| 촬영상            | 추경엽                | 《초록밤》                         |
| 스태프상          | 김경미                | 《윤시내가 사라졌다》              |
| 프로듀서상        | 김지형                | 《카시오페아》                     |
| 공로상            | 안성기                |                                    |

### 11회 (2024년)
제11회 들꽃영화상 시상식은 2024년 5월 29일 서울 상암동 영화진흥원에서 열렸다.
| 부문              | 수상자 | 작품                               |
| ----------------- | ------ | ---------------------------------- |
| 대상              | 김미영 | 《절해고도》                       |
| 극영화 감독상     | 이정홍 | 《괴인》                           |
| 다큐멘터리 감독상 | 황윤   | 《수라》                           |
| 저예산 장르영화상 | 김성환 | 《만분의 일초》                    |
| 민들레상          | 이소현 | 《장기자랑》                       |
| 남우주연상        | 김영성 | 《빅슬립》                         |
| 여우주연상        | 김금순 | 《울산의 별》                      |
| 조연상            | 박근형 | 《소풍》                           |
| 신인배우상        | 기윤   | 《사랑의 고고학》                  |
| 신인감독상        | 이지은 | 《비밀의 언덕》                    |
| 각본상            | 김다민 | 《막걸리가 답을 알려줄거야》       |
| 촬영상            | 김종선 | 《괴인》                           |
| 음악상            | 박우재 | 《벗어날 탈 脫》                   |
| 프로듀서상        | 조소나 | 《프리 철수 리》                   |
| 특별상            | 이혁래 | 《노란문: 세기말 시네필 다이어리》 |

### 12회 (2025년)
제12회 들꽃영화상 시상식은 2025년 5월 28일 서울 상암동 영상자료원 1관에서 열렸다.
| 부문              | 수상자         | 작품                     |
| ----------------- | -------------- | ------------------------ |
| 대상              | 박수남, 박마의 | 《되살아나는 목소리》    |
| 극영화 감독상     | 박이웅         | 《아침바다 갈매기는》    |
| 다큐멘터리 감독상 | 나바루 선호빈  | 《수카바티: 극락축구단》 |
| 저예산 장르영화상 | 윤은경         | 《세입자》               |
| 민들레상          | 이주아         | 《면접교섭》             |
| 남우주연상        | 윤주상         | 《아침바다 갈매기는》    |
| 여우주연상        | 오민애         | 《딸에 대하여》          |
| 조연상            | 정희태         | 《백수아파트》           |
| 신인배우상        | 손수현         | 《양치기》               |
| 신인감독상        | 오정민         | 《장손》                 |
| 각본상            | 이돈구         | 《미지수》               |
| 촬영상            | 이진근         | 《장손》                 |
| 음악상            | 김사월         | 《은빛살구》             |
| 프로듀서상        | 모큐슈라       | 《한국이 싫어서》        |
| 특별상            | 애몽           | 《퍼스트레이디》         |